# Ava DuVernay
Pour les articles homonymes, voir Duvernay.
Ava DuVernay, née le 24 août 1972 à Long Beach (Californie), est une distributrice de films, réalisatrice, productrice et scénariste américaine. Elle a été révélée par le cinéma indépendant.
En 2012, elle s'impose en devenant la première femme afro-américaine à recevoir le prix du meilleur réalisateur au Festival du film de Sundance pour Middle of Nowhere. En 2015, elle est la première réalisatrice afro-américaine nommée aux Golden Globe du meilleur réalisateur pour le drame Selma. En 2016, elle réalise le documentaire qui explore les liens entre la race, la justice et l'incarcération de masse aux États-Unis, plébiscité par les critiques, Le 13e, qui lui vaut un Peabody Awards. En 2019, elle confirme aussi à la télévision, grâce à la mini-série de la plateforme Netflix, saluée par les critiques, Dans leur regard.  

## Biographie

### Jeunesse et formation
Elle commence sa carrière par des publicités et dans le domaine de la relation publique, ayant monté sa propre agence de communication média. Sa tante, actrice de théâtre, l'introduit dans le milieu artistique.
Après une brève expérience de journaliste, qui lui permet de couvrir notamment l'affaire O. J. Simpson, elle se consacre à sa carrière cinématographique. En 2006, elle passe, pour la première fois, derrière la caméra, en réalisant le court métrage Saturday Night Life qui suit la nuit d'une mère célibataire.

### Carrière

#### Révélation et reconnaissance critique

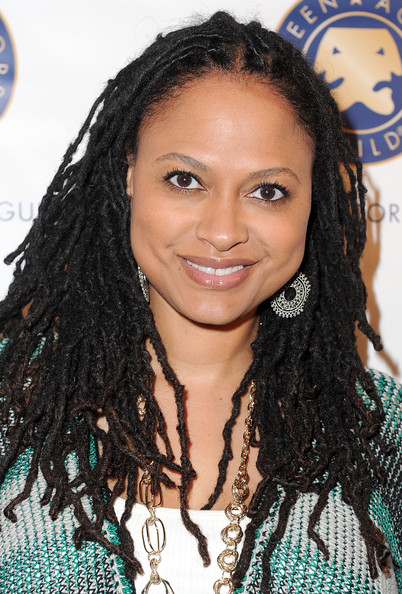
Lors de l'AFI Film Festival 2010.

En 2008, elle produit, écrit et réalise son premier documentaire, This Is Life, qui s’intéresse à la culture hip-hop. En 2010, elle signe son premier long métrage avec le drame I Will Follow, qui retrace le parcours d'une jeune femme endeuillée, avec Salli Richardson-Whitfield, Tracie Thoms et Omari Hardwick. Ce premier essai est salué par la critique et lui vaut l'African-American Film Critics Association du meilleur scénario. En 2011, elle est la scénariste du court métrage de l'actrice Salli Richardson-Whitfield, Grace.
Au Festival du film de Sundance 2012, Ava Marie DuVernay a remporté le prix du meilleur réalisateur pour son deuxième long métrage Middle of Nowhere (2012), centré sur l'univers carcéral, devenant ainsi la première femme afro-américaine à remporter ce prix. Le film met notamment en vedette Emayatzy Corinealdi, David Oyelowo et Lorraine Toussaint.  
Parallèlement à ses activités au cinéma, elle travaille sur des documentaires engagés. Puis, elle commence à travailler pour la télévision, en réalisant des épisodes de séries télévisées installées comme Scandal avec Kerry Washington.
En 2015, pour son travail dans Selma, elle est la première réalisatrice afro-américaine à être nommée pour un Golden Globe. Cette production notamment portée par David Oyelowo, Carmen Ejogo et Tim Roth, est directement inspirée des événements ayant eu lieu dans la ville de Selma (Alabama) en 1965, concernant le mouvement des droits civiques américains. La même année, elle réalise le premier épisode de la série dramatique For Justice, avec Phylicia Rashād, Anika Noni Rose et Shawn Hatosy pour le réseau CBS, mais le projet ne dépasse pas le stade de pilote. La série était présentée comme une adaptation du roman de James Patterson, The Thomas Berryman Number.

En 2016, elle réalise le documentaire acclamé par les critiques 13th. Cette production lui vaut une nouvelle vague de prix et propositions, lors de cérémonies de remises de prix prestigieuses, notamment en étant en lice pour l'Oscar du meilleur film documentaire et en remportant le prix du meilleur documentaire lors de la 69e cérémonie des Primetime Emmy Awards et de la 70e cérémonie des British Academy Film Awards. Depuis 2016 aussi, elle reste dans la thématique liée aux Afro-Américains aux États-Unis, en étant la productrice exécutive de la série télévisée dramatique Queen Sugar, en collaboration avec Oprah Winfrey, pour le réseau OWN.

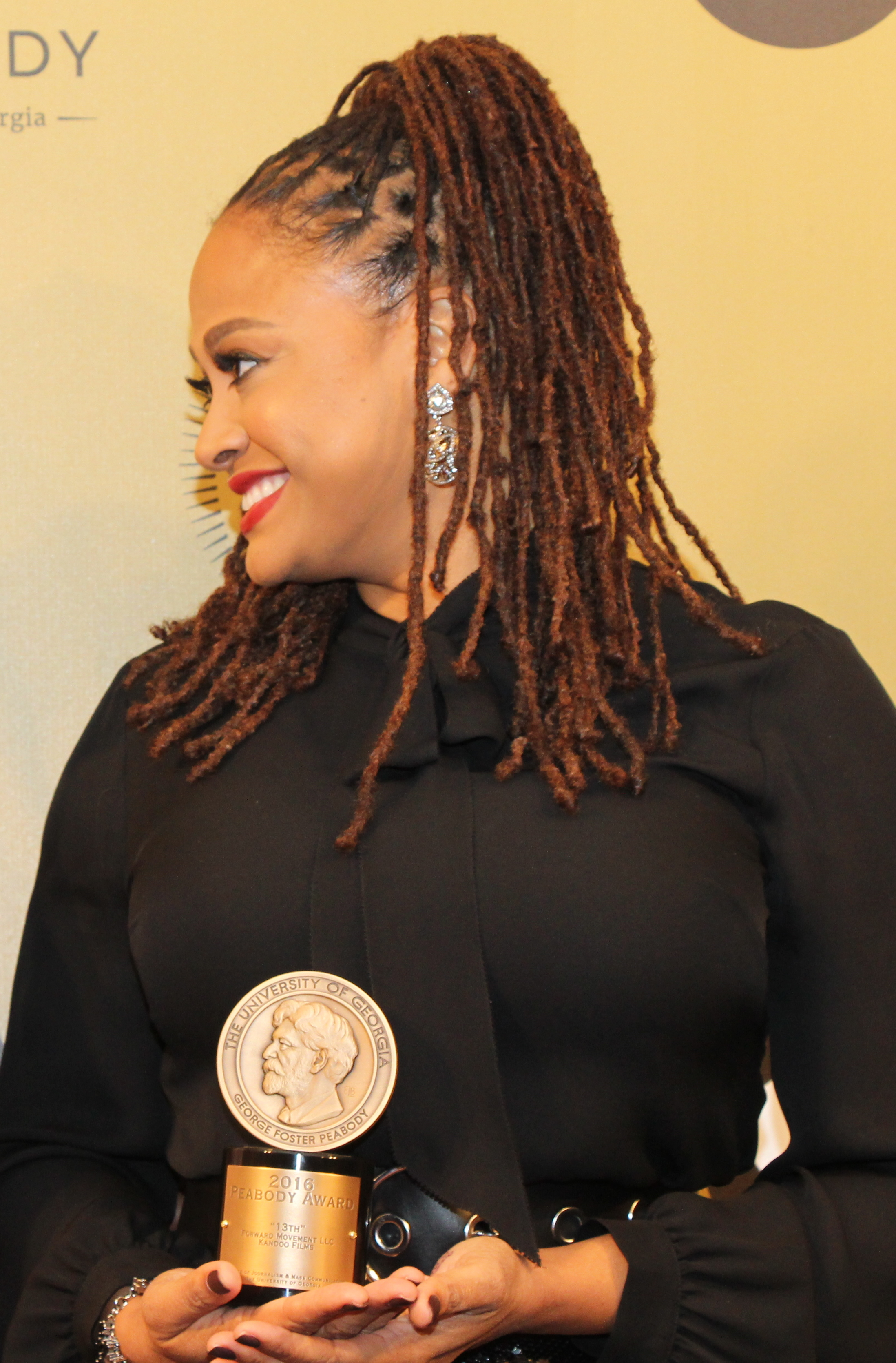
Récompensée par un Peabody Awards, pour le documentaire Le 13e, en 2017.

En 2018, elle fait partie du jury du Festival de Cannes, présidé par Cate Blanchett, aux côtés des actrices Léa Seydoux et Kristen Stewart, de la chanteuse Khadja Nin, de l'acteur Chang Chen et des réalisateurs Robert Guédiguian, Denis Villeneuve et Andreï Zviaguintsev. 
La même année, sort son premier blockbuster avec Un raccourci dans le temps. Il s'agit d'une adaptation du roman éponyme (en) de Madeleine L'Engle, publié en 1962. C'est la deuxième fois que ce roman est adapté à l'écran, après le téléfilm Les Aventuriers des mondes fantastiques de John Kent Harrison en 2003. Mettant en scène Oprah Winfrey, Reese Witherspoon et Mindy Kaling en un trio d'êtres surnaturels ainsi que la jeune Storm Reid dans le rôle de Meg Murry, il est le premier film en prise de vues réelle de l'histoire du cinéma à être réalisé par une femme de couleur avec un budget de plus de 100 millions de dollars. Il a reçu un accueil critique principalement mitigé de la part de la presse mais réalise une bonne performance aux box-office américain. Néanmoins, il connait un échec au box-office international, remboursant de justesse son budget mais ne réalisant aucun bénéfices en raison de son important budget publicitaire, devenant un « flop » pour Walt Disney Pictures.

#### Diversification (production, télévision)
En fin d'année 2018, elle signe un contrat de 100 millions de dollars avec Warner Bros., afin de réaliser plusieurs projets télévisuels. En effet, la réalisatrice nommée aux Oscars est chargée de développer des documentaires, des séries, du contenu digital, streaming ou de VOD. 

« Ava DuVernay est l’une des lumières de notre industrie, une scénariste, productrice, réalisatrice et entrepreneuse brillante dont le talent est d’inspirer grâce à son art, talent qui n’est surpassé que par sa capacité à divertir. »

— Peter Roth, le président de Warner Bros. Television, novembre 2018.
En 2019, pour la plateforme Netflix, elle s'attaque à l'une des affaires judiciaires les plus compliquées des années 1980 aux U.S.A avec le viol présumé d'une joggeuse à Central Park et l'arrestation de plusieurs hommes noirs qui en découle : avec la mini-série socio-politique Dans leur regard dotée d'un large casting notamment composé d'Aunjanue Ellis, Kylie Bunbury, Vera Farmiga, Felicity Huffman, Joshua Jackson, Famke Janssen, Blair Underwood etc. 
Dans le même temps, elle produit la série The Red Line pour le réseau CBS qui aborde le sujet du racisme dans la police américaine avec Noah Wyle et Emayatzy Corinealdi. Annoncée comme une série limitée, les très faibles audiences poussent le réseau de diffusion à confirmer l’annulation de la série au bout d’une courte saison. Puis, elle poursuit sa collaboration avec Oprah Winfrey et le réseau OWN, à la suite du succès de Queen Sugar, avec la série d'anthologie Cherish the Day.  

### Vie privée
Elle est la créatrice de l'association AFFRM (African-American Film Festival releasing Movement) dont la vocation est de faciliter le financement de films afro-américains. Ava Marie DuVernay est assez réservée concernant sa vie privée, elle est souvent liée avec le rappeur et acteur américain Common, qui a joué et écrit la musique de son film Selma, sorti en 2014. 

## Filmographie

### Réalisatrice

#### Longs métrages
- 2010 : I Will Follow (également productrice et scénariste)
- 2012 : Middle of Nowhere (également productrice et scénariste)
- 2014 : Selma (également productrice exécutive)
- 2018 : Un raccourci dans le temps (A Wrinkle in Time)
- 2023 : Origin

#### Courts métrages
- 2006 : Saturday Night Life (également scénariste)
- 2009 : Compton in C Minor (également productrice)
- 2013 : The Door (également productrice et scénariste)

#### Séries télévisées
- 2013 : Nine for IX (série télévisée, 1 épisode - également productrice)
- 2013 : Scandal (série télévisée, 1 épisode)
- 2015 : For Justice (pilote non retenu par CBS - également productrice exécutive)
- 2016 : Queen Sugar (série télévisée, 2 épisodes - également productrice exécutive de 42 épisodes)
- 2019 : Dans leur regard (série télévisée, 4 épisodes - également productrice exécutive et scénariste de 4 épisodes)
- 2020 - ... : Cherish the Day (série télévisée, 8 épisodes - également productrice exécutive et scénariste de 1 épisodes)
- 2022 : DMZ (mini-série) - 1 épisode

#### Documentaires
- 2008 : This Is the Life (également productrice et scénariste)
- 2010 : My Mic Sounds Nice: A Truth About Women and Hip Hop (également productrice exécutive)
- 2016 : Le 13e (13th) (également productrice et scénariste)
- 2016 : August 28th (également productrice et scénariste)

#### Emissions de télévision
- 2010 : Live from the Essence Music Festival (également scénariste)
- 2010 : Essence Presents: Faith in 2010 (également scénariste)

#### Clips musicaux
- 2017 : Family Feud de Jay-Z feat. Beyoncé (également productrice et scénariste)

### Productrice

#### Séries télévisées
- 2016 - 2019 : Queen Sugar (série télévisée, productrice exécutive de 55 épisodes)
- 2019 : The Red Line (série télévisée, productrice exécutive de 8 épisodes)
- 2022 : DMZ (mini-série)

#### Documentaires
- 2013 : 99%: The Occupuy Wall Street Collaborative Film d'Aaron Aites, Audrey Ewell, Nina Krstic et Lucian Read

#### Emissions de télévision
- 2011 : Black Girls Rock! 2011
- 2016 : Black America Again

### Scénariste

#### Courts métrages
- 2011 : Grace de Salli Richardson-Whitfield

#### Séries télévisées
- 2016 - 2019 : Queen Sugar (série télévisée, 55 épisodes)

### Actrice
- 2014 : Being Mary Jane : une activiste (saison 1, épisode 7)
- 2017 : Girls Trip de Malcolm D. Lee : elle-même

## Distinctions
Note : Cette section récapitule les principales récompenses et nominations obtenues par Ava DuVernay. Pour une liste plus complète, se référer à la base de données IMDb.

### Récompenses
- Hollywood Black Film Festival 2008 :
  - Meilleur documentaire pour This Is the Life
  - Audience Choice Award pour This Is the Life
- African-American Film Critics Association 2011 : Meilleur scénario pour I Will Follow
- African-American Film Critics Association 2012 : Meilleur scénario pour Middle of Nowhere
- Black Film Critics Circle Awards 2012 : Special Mention pour Middle of Nowhere
- Festival du film de Sundance 2012 : Prix de la mise en scène U.S. Dramatic pour Middle of Nowhere
- Black Reel Awards 2013 : 
  - Meilleur scénario pour Middle of Nowhere
  - Meilleur réalisateur pour Middle of Nowhere
- Film Independent's Spirit Awards 2013 : John Cassavetes Award pour Middle of Nowhere
- African-American Film Critics Association 2014 : Meilleur réalisateur pour Selma
- Black Film Critics Circle Awards 2014 : 
  - Meilleur réalisateur pour Selma
  - Pioneer Award
- Los Angeles Film Critics Association Awards 2014 : New Generation Award pour Selma
- Women Film Critics Circle Awards 2014 : Meilleur film réalisé par une femme pour Selma
- Alliance of Women Film Journalists 2015 : 
  - Icône féminine de l'année pour Selma
  - Meilleure réalisatrice pour Selma
- Black Reel Awards 2015 : Meilleur réalisateur pour Selma
- Central Ohio Film Critics Association Awards 2015 :
  - Meilleur réalisateur pour Selma
  - Meilleure révélation pour Selma
- Elle Women in Hollywood Awards 2015 : Femme de l'année
- Festival international du film de Palm Springs 2015 :
  - Directors to Watch pour Selma
  - Audience Award pour Selma
- Women in Film Crystal Awards 2015 : Dorothy Arzner Directors Award
- Women Film Critics Circle Awards 2016 :
  - Meilleur film réalisé par une femme pour 13th
  - Meilleur scénario écrit par une femme pour 13th
- African-American Film Critics Association 2017 : Innovation Award
- Alliance of Women Film Journalists 2017 : 
  - Meilleur documentaire pour 13th
  - Outstanding Achievement by a Woman in the Film Industry
  - Meilleure réalisatrice pour 13th
- Black Reel Awards 2017 : Meilleur documentaire pour 13th
- Chicago Independent Film Critics Circle Awards 2017 : Impact Award pour 13th
- 70e cérémonie des British Academy Film Awards 2017 : Meilleur documentaire pour 13th
- Humanitas Prizes 2017 : Meilleur documentaire pour 13th
- 69e cérémonie des Primetime Emmy Awards 2017 : 
  - Meilleur film documentaire pour 13th
  - Meilleur scénario pour un film documentaire dans 13th
- 48e cérémonie des NAACP Image Awards 2018 : Meilleur scénario pour une série télévisée dramatique dans Queen Sugar
- GLAAD Media Awards 2018 : Excellence in Media Award
- 49e cérémonie des NAACP Image Awards 2018 : Entertainer of the Year
- Producers Guild of America Awards 2018 : Visionary Award

### Nominations
- Black Reel Awards 2010 : Meilleur film indépendant pour This Is the Life
- Black Reel Awards 2011 : Meilleur documentaire pour My Mic Sounds Nice: A Truth About Women and Hip Hop
- Black Reel Awards 2012 :
  - Meilleur scénario pour I Will Follow
  - Meilleur réalisateur pour I Will Follow
- Gotham Independent Film Awards 2012 : Meilleur film pour Middle of Nowhere
- Humanitas Prizes 2012 : Sundance Film Category pour Middle of Nowhere
- Festival international du film de Stockholm 2012 : Meilleur film pour Middle of Nowhere
- Alliance of Women Film Journalists 2013 : Meilleur scénariste féminine pour Middle of Nowhere
- Black Reel Awards 2013 : Meilleur film pour Middle of Nowhere
- Camerimage 2013 : Meilleur débuts dans la réalisation pour Middle of Nowhere
- Black Reel Awards 2014 : Meilleur documentaire télévisé pour Nine fox IX
- Dallas-Fort Worth Film Critics Association Awards 2014 : Meilleur réalisateur pour Selma
- 18e cérémonie des Satellite Awards 2014 : Meilleur réalisateur pour Selma
- Washington DC Area Film Critics Association Awards 2014 : Meilleur réalisateur pour Selma
- Alliance of Women Film Journalists 2015 : Meilleur réalisateur pour Selma
- Critics' Choice Movie Awards 2015 : Meilleur réalisateur pour Selma
- Golden Globes 2015 : Meilleur réalisateur pour Selma
- Film Independent's Spirit Awards 2015 : Meilleur réalisateur pour Selma
- NAACP Image Awards 2015 : Meilleur réalisateur pour Selma
- Black Reel Awards 2017 : Meilleur film documentaire pour 13th
- Film Independent's Spirit Awards 2017 : Meilleur film documentaire pour 13th
- 89e cérémonie des Oscars 2017 : Meilleur film documentaire pour 13th
- 69e cérémonie des Primetime Emmy Awards 2017 : Meilleure réalisation pour un documentaire dans13th
- Seattle Film Critics Association 2017 : Meilleur film documentaire pour 13th
- 49e cérémonie des NAACP Image Awards 2018 : Meilleur scénario pour une série télévisée dramatique dans Queen Sugar
- Alliance of Women Film Journalists 2019 : Outstanding Achievement by a Woman in the Film Industry